# Petrus Olavi Hulthenius
Petrus Olavi Hulthenius, död 10 september 1667 i Lillkyrka socken, han var en svensk kyrkoherde i Lillkyrka församling. 

## Biografi
Petrus Olavi Hulthenius var bror till kyrkoherden Laurentius Olavi Hulthenius i Östra Skrukeby socken. Han prästvigdes 10 april 1666 och blev samma år kyrkoherde i Lillkyrka församling. Hulthenius avled 10 september 1667 i Lillkyrka socken.
Eventuellt föddes Hulthenius 1638 på Hermanshult i Skärkinds socken och var son till bonden därstädes.

### Familj
Hulthenius gifte sig 5 juni 1667 med Anna Månsdotter (1639–1709). Hon hade tidigare varit gift med kyrkoherden Sveno Magni Metzenius i Lillkyrka socken. Hulthenius och Månsdotter fick tillsammans sonen Olof (1668–1736). Efter Hulthenius död gifte Anna Månsdotter om sig med kyrkoherden Andreas Stagnerus i Lillkyrka socken.